# Propriá (microregio)
Propriá is een van de 13 microregio's van de Braziliaanse deelstaat Sergipe. Zij ligt in de mesoregio Leste Sergipano en grenst aan de microregio's Japaratuba, Nossa Senhora das Dores, Sergipana do Sertão do São Francisco, Traipu (AL) en Penedo (AL). De microregio heeft een oppervlakte van ca. 1.015 km². In 2006 werd het inwoneraantal geschat op 94.780.
Tien gemeenten behoren tot deze microregio:
- Amparo de São Francisco
- Brejo Grande
- Canhoba
- Cedro de São João
- Ilha das Flores
- Neópolis
- Nossa Senhora de Lourdes
- Propriá
- Santana do São Francisco
- Telha

Mesoregio's: Agreste Sergipano · Leste Sergipano · Sertão Sergipano

Microregio's: Agreste de Itabaiana · Agreste de Lagarto · Aracaju · Baixo Cotinguiba · Boquim · Carira · Cotinguiba · Estância · Japaratuba · Nossa Senhora das Dores · Propriá · Tobias Barreto · Sergipana do Sertão do São Francisco